# Me-18 (Spanje)
De Me-18 is een weg op het Spaanse eiland Menorca, die loopt van Es Mercadal naar Sant Tomás. De weg is circa. 11,7 kilometer lang en is geheel gemaakt van asfalt.
Me-1 · Me-2 · Me-4 · Me-5 · Me-6 · Me-7 · Me-12 · Me-13 · Me-14 · Me-15 · Me-16 · Me-18 · Me-24